# ذا ليجند أوف زيلدا: أوركل أوف سيزنز وأوركل أوف آيجز
ذا ليجند أوف زيلدا: أركل أو فسيزنز وأوركل أوف آيجز (بالإنجليزية: The Legend of Zelda: Oracle of Seasons)‏ ، هي لعبة فيديو إلكترونية من نوع أكشن مغامرات، نشرتها شركة نينتندو اليابانية سنة 2001م.

## وصلات خارجية
- الموقع الرسمي
- الموقع الرسمي